# Mycoleptodiscus lateralis
Mycoleptodiscus lateralis är en svampart som beskrevs av Alcorn & B. Sutton 1990. Mycoleptodiscus lateralis ingår i släktet Mycoleptodiscus och familjen Magnaporthaceae.   Inga underarter finns listade i Catalogue of Life.